# Jack Clarke
Jack Clarke, né le 23 novembre 2000 à York en Angleterre, est un footballeur anglais qui évolue au poste d'attaquant à Ipswich Town.

## Carrière

### En club

#### Leeds United
Né à York, Jack Clarke joue dans le club du Leeds United depuis son plus jeune âge.
Il signe son premier contrat professionnel avec son club formateur en novembre 2017, alors qu'il a déjà commencé à s’entraîner avec les professionnels, attirant l’intérêt de club de Premier league comme Manchester City, auquel le jeune joueur oppose sa volonté de rester dans le Yorkshire.
Il fait ses débuts professionnels en Championship le 6 octobre 2018 contre Brentford, marchant dans les pas de James Milner ou encore Lewis Cook, qui ont aussi fait des débuts précoces à Leeds.
Sous les ordres de Marcelo Bielsa il devient un élément important d'un Leeds qui fait désormais figure de favoris à la montée en Championnat d'Angleterre, profitant notamment de sa complémentarité en attaque avec l'expérimenté Pablo Hernandez.

#### Tottenham et prêts
Mais à l'été 2019, malgré l'intérêt persistant du Manchester City de Guardiola, il rejoint finalement le Tottenham Hotspur pour environ 11 millions d'euros, avant de retourner en prêt à Leeds — qui a raté de peu la promotion au niveau supérieur — pour la saison 2019-2020.
Toutefois à son retour à Leeds, il ne retrouve pas le même temps en jeu, du fait notamment de l'arrivée de la concurrence de l'international portugais Hélder Costa et d'une méforme en début de saison. Et malgré les paroles publiques et privées élogieuse à son égard du coach Bielsa,, alors qu'il n'a joué que trois matchs lors de la première partie de saison, Clarke est rappelé par Tottenham, avant de repartir en prêt aux Queens Park Rangers pour les derniers mois de la saison. En janvier 2021, il prêté par le club londonien à Stoke City pour le reste de la saison. Il est ensuite prêté, en janvier 2022, à Sunderland AFC pour le reste du championnat.

#### Sunderland AFC
Quelques mois plus tard, il est transféré dans le club Sunderland pour une durée de contrat de quatre ans,.
Il quitte le club deux ans plus tard soit en août 2024.

#### Ipswich Town
En août 2024, il est transféré suite à un accord de 15 M de £ entre Sunderland et Ipswich Town. Il a signé une entente de contrat pour une durée de cinq ans.

### En sélection
Sélectionné avec les moins de 20 ans anglais en septembre 2019 à seulement 18 ans, il fait d'abord une première entrée en jeu contre les Pays-Bas le 5 septembre 2019, avant d'être titularisé dès son deuxième match contre la Suisse. Lors de cette victoire des young lions il marque le seul but de la rencontre, dans les arrêts de jeu.

## Style de jeu
Clarke est un attaquant polyvalent, qui peut évoluer au poste d'ailier des deux côtés du terrain. Il peut également jouer en pointe comme avant-centre, poste où il a été formé.
Il est réputé pour sa rapidité et ses capacités de dribble, ainsi que son goût pour les duels en un contre un, face aux défenseurs. Sous l'influence de son premier coach à Leeds, Marcelo Bielsa, il développe également une capacité à effectuer des courses défensives, participant au pressing/contre-pressing voulu par son système de jeu.

## Vie privée
Ian Harte, ancien arrière gauche de Leeds United et de la république d'Irlande, est l'agent de Clarke.

## Palmarès
| Leeds United - Championship - Champion en 2019-20 |